# Stefan Frankowski

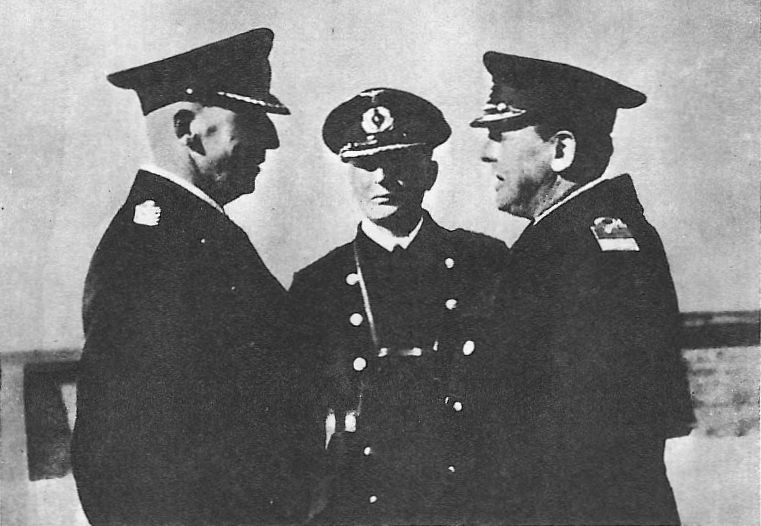
Kmdr Stefan Frankowski i kadm. Hubert Schmundt, Hel 1939 r.

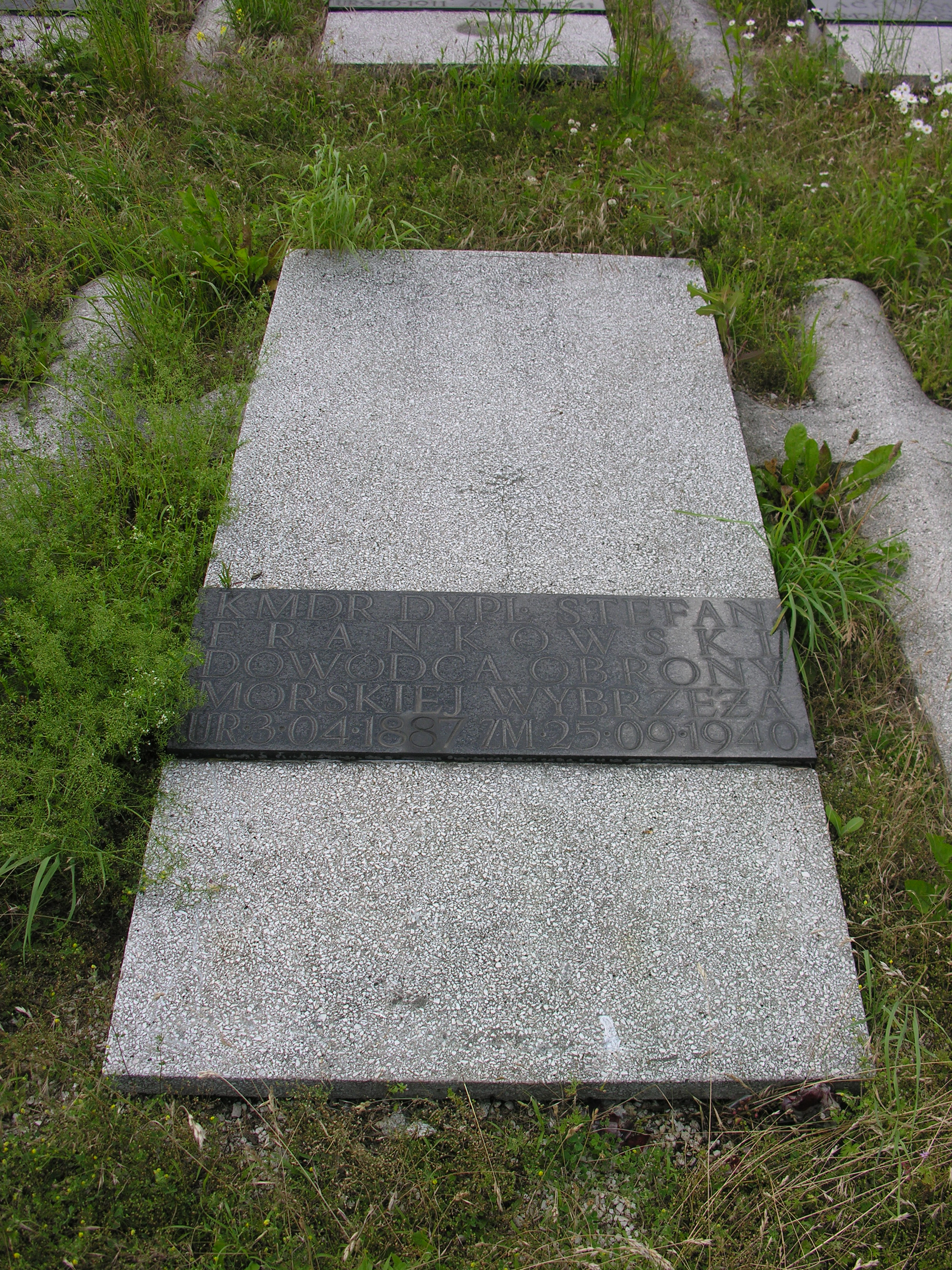
Grób Stefana Frankowskiego

Stefan Frankowski (ur. 3 kwietnia 1887 w Hołowlu na Wołyniu, zm. 25 września 1940 w Bielawie) – komandor dyplomowany Marynarki Wojennej II Rzeczypospolitej, pośmiertnie mianowany kontradmirałem.

## Życiorys
W latach 1899–1905 był uczniem sześcioklasowej szkoły realnej w Kijowie. W 1908 ukończył Morski Korpus Kadetów w Sankt Petersburgu i został promowany na stopień miczmana. Podczas służby w Marynarce Wojennej Imperium Rosyjskiego pływał jako oficer nawigacyjny na okrętach nawodnych: pancerniku „Cesarewicz” i „Sława” oraz krążowniku „Aurora”. W 1912 został awansowany na lejtnanta (porucznika marynarki). W 1913 był słuchaczem kursu oficerów nawigacyjnych. W I wojnie światowej był oficerem nawigacyjnym 2 Brygady Pancerników Floty Morza Bałtyckiego.
W 1919 zgłosił się do Wojska Polskiego i objął funkcję naczelnika Wydziału Operacyjnego w Sekcji Marynarki Wojennej Ministerstwa Spraw Wojskowych w Warszawie. Przez krótki czas był pełniącym obowiązki szefa Sekcji Marynarki. Po jej przekształceniu w Departament dla Spraw Morskich został kierownikiem Wydziału Operacyjnego w Sekcji Organizacyjnej. Przewodził także pracom Komisji Weryfikacyjnej dla Oficerów. Od końca 1919 do połowy 1920 pracował jako oficer do zleceń i przedstawiciel morski w Sztokholmie. Po powrocie do kraju został kierownikiem kursu dla oficerów Korpusu Rzeczno-Brzegowego, a następnie szefem Sekcji Personalno-Szkolnej w Departamencie dla Spraw Morskich. W momencie utworzenia Kierownictwa Marynarki Wojennej w Warszawie otrzymał posadę szefa Wydziału Regulaminów i Wyszkolenia, niedługo potem wyznaczono go szefem Wydziału Organizacyjno-Mobilizacyjnego. Od października 1923 roku do września 1925 roku był słuchaczem francuskiej Szkoły Marynarki Wojennej („Ecole de Guerre Navale”). 17 listopada 1925 roku Minister Spraw Wojskowych przyznał mu tytuł naukowy oficera Sztabu Generalnego. We wrześniu 1925 przejął dowodzenie dywizjonem torpedowców w Gdyni. Od 1926 do 1929 był komendantem Oficerskiej Szkoły Marynarki Wojennej w Toruniu (od 1928 Szkoła Podchorążych Marynarki Wojennej w Toruniu). 27 kwietnia 1929 roku został przeniesiony do Kierownictwa Marynarki Wojennej w Warszawie na stanowisko szefa sztabu. Został zwolniony ze stanowiska w związku z zaniechaniem zabezpieczania dokumentów. 11 kwietnia 1933 roku został przeniesiony do Dowództwa Floty w Gdyni na stanowisko dowódcy Obrony Wybrzeża Morskiego. Po jego rozdzieleniu w 1939 dowodził Morską Obroną Wybrzeża w Gdyni. Był najprawdopodobniej jednym z autorów dokumentu „Sześcioletni program rozbudowy floty”. W 1929 został prezesem Komitetu Głównego Funduszu Łodzi Podwodnej im. Marszałka Józefa Piłsudskiego. Od 1931 do 1935 przewodniczył Komitetowi Redakcyjnemu „Przeglądu Morskiego”. Był także członkiem Rady Głównej Ligi Morskiej i Kolonialnej.
Był encyklopedystą. Został wymieniony w gronie edytorów ośmiotomowej Encyklopedii wojskowej wydanej w latach 1931–1939. Wchodził w skład komitetu redakcyjnego tej encyklopedii .
Podczas obrony Wybrzeża w kampanii wrześniowej dowodził całością wojska zgromadzonego na Półwyspie Helskim oraz okrętami minowymi w Zatoce Gdańskiej. 3 września podjął decyzję o ewakuacji Dowództwa Morskiej Obrony Wybrzeża na Hel. Następnie przebywał w niewoli niemieckiej w oflagach: X B Nimburg, XVII C Spittal, II C Woldenberg oraz VIII B Silberberg. W 1940 w ciężkim stanie został przewieziony do szpitala w Bielawie, gdzie zmarł 25 września. Po II wojnie światowej jego zwłoki ekshumowano i pochowano na Cmentarzu Żołnierzy Polskich we Wrocławiu-Oporowie.
W 1922 roku Stefan Frankowski zawarł związek małżeński z Marią Różą z Dobrowolskich, z którą miał syna Stefana (1924–1961) i córkę Jolantę, po mężu Frankowską-Collins.

## Awanse
- miczman – 1908
- lejtnant (porucznik marynarki) – 1912
- kapitan marynarki – 1919
- major marynarki
- komandor porucznik – 1921 ze starszeństwem z dniem 1 czerwca 1919 i 7. lokatą
- komandor – 1 stycznia 1929 ze starszeństwem z dniem 1 stycznia 1929 i 1. lokatą w korpusie morskim
- kontradmirał – 26 września 1946 (pośmiertnie)[11]

## Ordery i odznaczenia
- Krzyż Złoty Orderu Wojennego Virtuti Militari nr 106 (pośmiertnie)[12]
- Krzyż Oficerski Orderu Odrodzenia Polski (8 listopada 1930)[13]
- Krzyż Walecznych[14]
- Złoty Krzyż Zasługi (10 listopada 1928)[15][14]
- Medal Pamiątkowy za Wojnę 1918–1921[16]
- Medal Dziesięciolecia Odzyskanej Niepodległości[14]
- Oficer Orderu Legii Honorowej (Francja, 1932)[17][14][18]
- Kawaler Orderu Miecza (Szwecja, 1921)[14][19][20][21]
- Srebrny Medal za Ratowanie Ginących w Messynie (Włochy, 1908)[20]
- Belöningsmedaljen „För Medborgerliga förtjänster” (Królewskiego Stowarzyszenia „Pro Patria”, Szwecja)[16]
- Medal Zwycięstwa (Médaille Interalliée)[16]